# Лукосяк, Юрий Павлович

Ю́рий Па́влович Лукося́к (26 сентября 1946, Ленинград) — спортивный журналист, коллекционер, член Международной федерации истории и статистики футбола, главный редактор газеты «Футбольный архив» (СПб.), автор книг по истории футбола.

## Биография
Родился 26 сентября 1946 года в Ленинграде, в районе Коломна (на Покровке). Потомок участника польского восстания 1830 года Франциска Лукашака (Лукаша), чья семья была выслана в 1831 году из Царства Польского на Сестрорецкий оружейный завод (как крепостные).
В 1961 году окончил 8 классов (школы № 228, 244, 245, школа-интернат № 36) и поступил в Ленинградский Радиополитехникум на дневное отделение, который окончил в 1965 году по специальности радиотехник.
Активно занимался различными видами спорта: футболом, баскетболом, коньками, лыжами и велосипедом. Имел спортивные разряды по этим видам спорта (кроме коньков). Участник городских (Ленинград) соревнований по велосипеду (1964, 20 км) и лыжам (1965, 15 км).
В 1967—1973 годах учился в СЗТУ (бывший СЗПИ) на заочном отделении, который окончил с получением специальности радиоинженер.
С 16 февраля 1966 года по ноябрь 1984 года работал в Полярном геофизическом институте Кольского филиала АН СССР (г. Апатиты, г. Мурманск) лаборантом, техником, инженером и начальником экспедиционных отрядов. Участник арктических зимовок (1966-68, мыс Желания, остров Новая Земля) а также экспедиций в районах Крайнего Севера, Северной Карелии и др.
В 1984—1990 годах — наладчик КИПиА и руководитель группы диагностики Ленинградского машиностроительного объединения «Парголовский завод».
В 1990—1992 годах — заведующий отделом футбола журнала «Тайм-аут» (Ленинград).
С 1992 года — главный редактор газеты «Футбольный архив» (Санкт-Петербург).

## Деятельность журналиста
Спортивный журналист, автор и соавтор 28 книг и более 500 статей об истории российского, петербургского и мирового футбола, автор сценария фильма «Шпион из центра нападения» (2002) и консультант фильма «Гарпастум».
Фанат команды «Зенит» (Ленинград). Начал посещать матчи «Зенита» с 1958 года. Прилетал на них в Ленинград даже из северных районов СССР, когда находился в экспедициях.
Футбольный коллекционер. Коллекционирует (с 1960 года) литературу (справочники, ежегодники, книги, памятные альбомы, юбилейные издания) и фотографии, относящиеся к футболу и его истории. Коллекция включает более 5500 печатных изданий и более 2000 фотографий.
После ухода с государственной службы во второй половине 1990 года полностью переключился на спортивную журналистику, является заведующим отделом футбола в спортивном журнале «Тайм-аут». Выпустил книги и написал статьи с использованием накопленного личного архива.
Изучал документы различных архивов (не только в России), посещал библиотеки разных стран. Практикует встречи с ветеранами спорта, родственниками давно ушедших из жизни футболистов. Посвятил своему делу почти полвека и был первым, кому удалось поработать в архивах КГБ и ФСБ в поисках уникальных исторических фактов, касающихся первых российских и советских футболистов. С февраля 1998 по май 2001 года посещал Архив ФСБ по Санкт-Петербургу и Ленинградской области, где работал по теме «Репрессированный спорт». Установил имена более 120 репрессированных спортсменов.
Составлена и постоянно уточняется картотека на более чем 10 000 футболистов, игравших в футбол в С.- Петербурге — Петрограде — Ленинграде, начиная с 1860-х годов. Опознаны и опубликованы более 600 фотографий раннего футбола города.
Является автором многих проектов (например, «Летопись российского футбола»).
Автор исторических материалов и именных вкладок газеты «За Зенит» (2008, 19 номеров и 4 спец. выпуска). Автор и составитель подарочных буклетов (более 35 выпусков), посвященных истории петербургского и отечественного футбола, выпускаемых к домашним матчам «Зенита» (2010—2012).
Редактор футбольных трансляций (более 150, комментаторы: Г. Орлов, В. Гусев и В. Казаченок) «5 канал», «ТРК С.-Петербург» под названием «Итальянский чемпионат» (1994-98) и «Кубок Англии». Автор сценария и консультант пяти фильмов, связанных с тематикой футбола, спорта (2002—2005). Первый: «Шпион из центра нападения» (2002; автор). Последний: «Гарпастум» (2005; консультант).
Автор публикаций в международной прессе (в разных странах) по истории футбола в России. Международный эксперт.
Автор подарочного альбома, выставки, текстов, консультант фильма к 100-летию Российского футбольного союза в Михайловском театре Санкт-Петербурга (19.01.2012).
Автор-составитель официального туристического буклета (07-09.2017, на русском и английском языках), посвященного ЧМ 2018 года.
Автор идеи и проекта памятника-кенотафа Георгию Александровичу Дюперрону (1877—1934) — выдающемуся деятелю российского спорта, основоположнику отечественного футбола, на Сперанской дорожке Смоленского православного кладбища (совместно с Г. В. Пирожковым и А. Бубовичем; торжественно открыт 4 сентября 1997 года в дни Фестиваля «100 лет отечественного футбола» в присутствии многочисленных гостей), а также памятника-кенотафа на фамильном склепе Артуру Давидовичу Макферсону (1870—1920) — петербуржцу, первому председателю Всероссийского футбольного союза (плюс практическая реализация замысла вместе с сыном П. Ю. Лукосяком), на Смоленском лютеранском кладбище (открыт 24 октября 2004 года). Начиная с 1996 года, Лукосяк Ю. П. инициировал процесс установки мемориальной доски Г. А. Дюперрону по адресу, где он жил и работал (пр. Добролюбова, 21), который был осуществлен и торжественно открыт 27 мая 2018 года, в День города, благодаря финансовой и юридической поддержке ФК Зенит и помощи Городского комитета по культуре…
Неоднократно помогал футбольному клубу «Зенит», начиная с 1992 года, в составлении различных нормативных документов, в том числе и первого положения о ветеранах, музейному делу. Автор и участник многочисленных выставок, посвященных истории футбола. Помогает расширять музейные фонды «Зенита» и по сей день.
С 22-го сентября 1997 года в зале Корфа главного здания Российской национальной библиотеки организовал (совместно с отделом выставок библиотеки) выставку под названием «Георгий Александрович Дюперрон — основоположник отечественного футбола».
Консультант и координатор различных проектов, связанных с историей спорта в Санкт-Петербурге. одни из значимых: составление спортивной экспозиции городского музея г. Павловск (2003) и экспозиции музея велосипеда в Петергофе (2006—2007).
Установил, что Россия сохраняла членство в ФИФА до 1927 года, благодаря личным контактам Г. А. Дюперрона с Карлом Хиршманом — голландцем, генеральным секретарем ФИФА. Собрал в личном архиве по этому вопросу вышедшие в 1920-х годах ежегодные Вестники Французского спортивного союза, дававшие полную информацию о составах лиг, союзов, а также официальные бланки ФИФА за каждый год с указанием штаб-квартир национальных федераций. Последний адрес Всероссийского футбольного союза: Ленинград, национальная библиотека, Садовая улица. Здесь работал библиотекарем Г. А. Дюперрон.

## Членство в российских и международных организациях
- Член ассоциации спортивной прессы г. С.-Петербург.
- Член ИФФХС (Международной федерации истории и статистики футбола, Висбаден, Германия, членский билет № 16, представитель от СССР, России) с 1984 года.
- Член оргкомитета (секретарь) фестиваля «100 лет футбола в России» в г. Санкт-Петербург (4-5.09.1997).
- Почетный член Федерации футбола г. Санкт-Петербург (2012).
- Член совета музея истории ленинградского спорта при спорткомитете г. Ленинград (1984—1987).

## Награды, признание
- Медаль «Ветеран труда» (1990).
- Медаль «В память 300-летия Санкт-Петербурга» (2003)[8].
- Грамота Российского футбольного союза (1997).
- Почетные грамоты спорткомитета г. Санкт-Петербург (2006—2012).

## Семья
Прадед Вицентий Франц Лукашак, Лукосек (впоследствии — Лукосяк, так со временем трансформировалась фамилия) был переведен в гражданское сословие в 1869 году и наделен участком земли в районе ж.д. станции Разлив. Его сыновья Павел и Николай Вицентьевичи Лукосяк — оружейники, мастеровые, проработали на Сестрорецком оружейном заводе много лет. Работали под руководством начальника завода генерал-майора С. И. Мосина над созданием первой русской трехлинейной винтовки (Павел — в патронной мастерской). Впоследствии получили звания «Сестрорецкий сельский обыватель».
Отец — Лукосяк Павел Павлович (14.09.1906, С.- Петербург — 9.01.1961, Ленинград), ушёл в первые месяцы Великой Отечественной войны добровольцем (пулеметчик-радист) на Ленинградский фронт (музей отдельного истребительного отряда В. Б. Савченко находится в школе № 346). Демобилизован в 1946 году в звании старшего техника-лейтенанта. Имел боевые награды. Инвалид Великой Отечественной войны первой группы. Умер 9 января 1961 года (более 10 лет был прикован к постели тяжелой болезнью). Похоронен на Сестрорецком городском кладбище.
Мать — Лукосяк (Филина) Елена Дмитриевна (23.05.1921 хутор Зароща, Мценского района, Орловской области — 9.05.1991, Ленинград), москвичка (семья перебралась из Мценска, Орловской области, в Москву в 1931 году), окончила медицинское училище (фельдшер, участница Великой Отечественной войны с первых дней, таскала раненых с передовой, ст.сержант медицинской службы). Потеряла зрение в боях на Валдае, имела контузию. Комиссована в сентябре 1943 года. Мать троих сыновей. Работала в Ленинградском обществе слепых (сборщица аппаратуры) до выхода на пенсию. Умерла 9 мая 1991 года. Похоронена на Сестрорецком городском кладбище.
Жены: Лукосяк (Тимукова) Мадалена Владимировна (21.05.1955,пос. Падозеро, Пряжинского района, Карельской АССР — 24.08.2002, С.- Петербург, развод в 2001,умерла от онкологического заболевания), Швецова Зоя Алексеевна (07.01.1957, Иркутская область).
Дети (от первого брака): Арина (30.12.1977, пос. Эссойла, Пряжинского р-на, Карельской АССР) и Павел (род. 20.05.1982, ст. Боярская, Лоухского р-на, Карельской АССР).).
Внучки: Александра Евгеньевна Виноградова (род. 26.03.2012, С.- Петербург) и София Павловна Лукосяк (род. 23.09.2020, С.- Петербург). Внук: Лукосяк Руслан Павлович (род. 18.08.2022, С.- Петербург).